# Süddeutscher Rundfunk
De Süddeutscher Rundfunk (SDR) is een Duits voormalig radio- en televisiestation dat het noordelijk deel van Baden-Württemberg bestreek.
Het station bestond van 1949 tot 1998. Daarna fuseerde het met de Südwestfunk en zo ontstond de Südwestrundfunk.